# Vohemar (district)
Vohemar is een district van Madagaskar in de regio Sava. Het district telt 241.696 inwoners (2011) en heeft een oppervlakte van 8.204 km², verdeeld over 19 gemeentes. De hoofdplaats is Vohemar.